# التالقة (المخادر)

تعديل مصدري - تعديل

التالقة هي إحدى قرى عزلة ذاري عثمان بمديرية المخادر التابعة لمحافظة إب، بلغ تعداد سكانها 585 نسمة حسب تعداد اليمن لعام 2004.